# Agyllia kituina
Agyllia kituina is een vlinder uit de familie van de dikkopjes (Hesperiidae). De wetenschappelijke naam van de soort is voor het eerst gepubliceerd in 1896 door Ferdinand Karsch.
De soort komt voor in Kenia.